# Der Bulle von Tölz
Der Bulle von Tölz è una serie televisiva tedesca di genere poliziesco, ideata da Claus Peter Hant e prodotta dal 1996 al 2009 da Ernst von Theumer Jr.   per la Alexander Film-und Fernsehproduktion. Protagonista della serie, nel ruolo del Commissario Capo Benno Berghammer, è l'attore Ottfried Fischer; altri interpreti principali sono Ruth Drexel, Katerina Jacob e Udo Thomer.
La serie consta di 14 stagioni, per un totale di 69 episodi  della durata di circa 90 minuti ciascuno.
In Germania, la serie fu trasmessa in prima visione dall'emittente televisiva Sat.1. Il primo episodio, intitolato Das Amigo-Komplott, andò in onda in prima visione il 14 gennaio 1996; l'ultimo, intitolato Abenteuer Mallorca, fu trasmesso in prima visione il 4 febbraio 2009

## Storia
L'idea della serie maturò nel 1994. Il produttore, Ernst von Theumer Jr. si rivolse all'emittente Sat. 1 informandola di voler realizzare una fiction poliziesca ambientata in una località turistica bavarese che avrebbe avuto come protagonista Ottfried Fischer.
Le riprese della serie iniziarono il 13 gennaio 1995.

## Descrizione
Protagonista della serie è un poliziotto della cittadina bavarese di Bad Tölz, il Commissario Capo Benno Berghammer. Berghammer vive nella piccola pensione "Resi", gestita dalla madre Ruth.

## Produzione e backstage
- Il distretto di polizia in cui è girata la serie si trova al civico 48 della Marktstraße[8]
- La pensione "Resi", dove vive il protagonista con la madre, è nella realtà la Hollerhaus, un edificio del XVII secolo[8]
- Le musiche della serie sono state composte da Kristian Schultze (ep. 1-32), da Uli Kümpfel (ep. 33-53) e da Jo Barnikel e Stefan Wildfeuer (ep. 54-69)[9]

## Episodi
| Stagione                 | Puntate | Prima TV Germania | Prima TV Italia |
| ------------------------ | ------- | ----------------- | --------------- |
| Prima stagione           | 4       | 1996              | inedita         |
| Seconda stagione         | 8       | 1997              | inedita         |
| Terza stagione           | 8       | 1998              | inedita         |
| Quarta stagione          | 4       | 1999              | inedita         |
| Quinta stagione          | 4       | 2000              | inedita         |
| Sesta stagione           | 3       | 2000              | inedita         |
| Settima stagione         | 2       | 2001              | inedita         |
| Ottava stagione          | 4       | 2002              | inedita         |
| Nona stagione            | 6       | 2002              | inedita         |
| Decima stagione          | 4       | 2003              | inedita         |
| Undicesima stagione      | 6       | 2015              | inedita         |
| Dodicesima stagione      | 6       | 2005              | inedita         |
| Tredicesima stagione     | 5       | 2007              | inedita         |
| Quattordicesima stagione | 6       | 2008              | inedita         |